# Fiskehoddorna

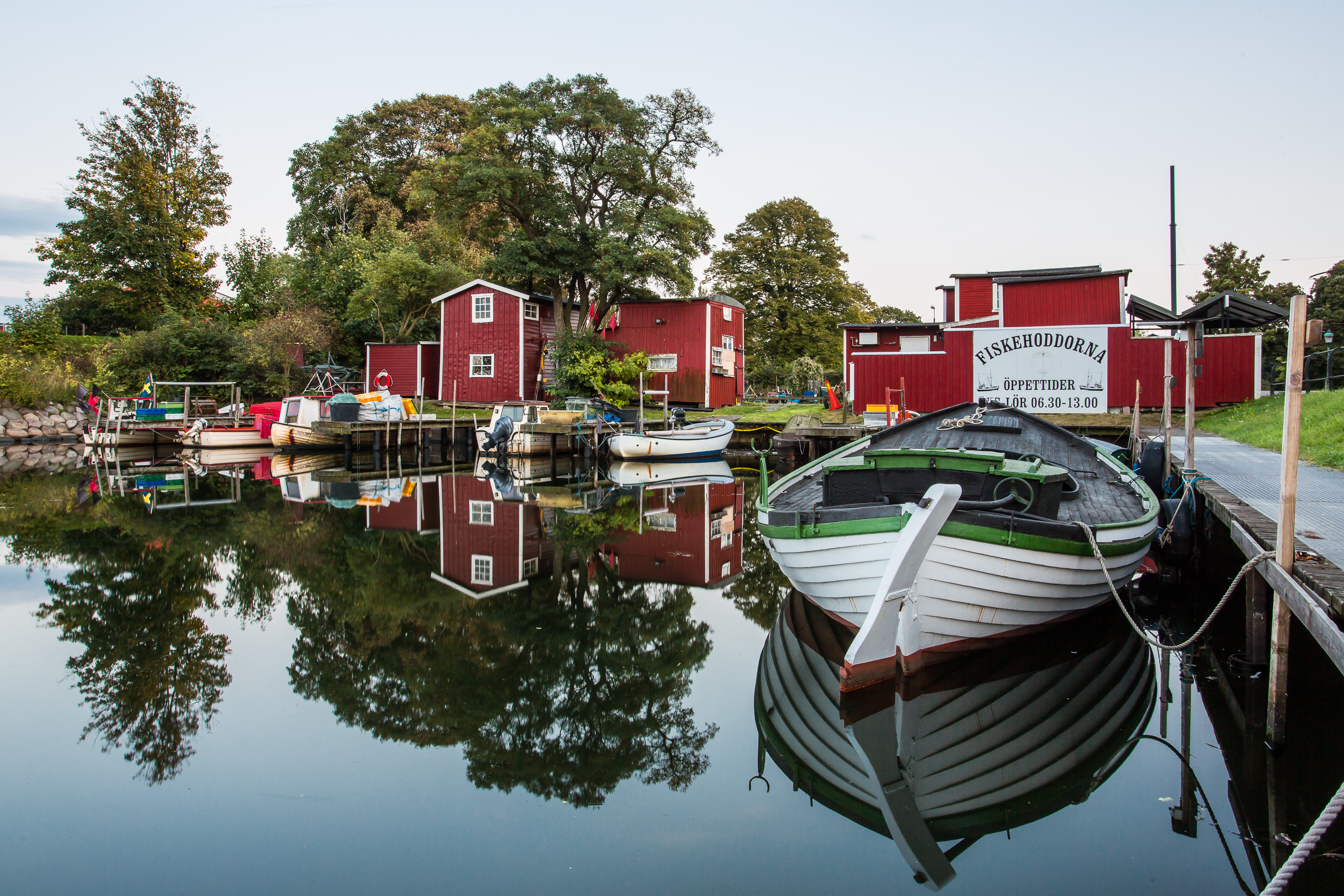
Fiskehodderna och kanalen.

Fiskehoddorna i Malmö är kulturminnesmärkta marknadsstånd vid Malmöhus och Malmö Museer där det bedrivs fiskeförsäljning.
Fiskehoddor var förr en välbekant del av Malmös stadsbild. Men det blev svårare och svårare för fiskarna i Malmö under 1900-talet på grund av att det blev vanligare att fisken importerades och att fiskehandeln sköttes av grossister. De kvarvarande yrkesfiskarnas hoddor var hotade av nerläggning. Därför donerade de sina hoddor till Malmö museum på 1950-talet, i gengäld skulle de få använda bodarna under resten av sin livstid. 1956 flyttades fiskehoddorna från Citadellkajen till Banérkajen. Av det 30-tal hoddor som skulle rivas räddade Malmö Museer de bäst bevarade från olika tidsepoker.
2019 behövde två hoddor rivas då det framkommit att de hade DDT och arsenik i träet. De ersattes därför av en snarlik nybyggnation som hade plats för en servering som har öppet under sommaren.